# Heptan-4-one
L'heptan-4-one ou 4-heptanone est un composé organique de formule brute C7H14O de la famille de cétones. C'est l'un des nombreux isomères de l'heptanone, constituée d'un groupe heptyle dont le quatrième atome de carbone (atome central) fait partie d'un groupe carbonyle.

## Propriétés
L'heptan-4-one est un liquide incolore peu voire très peu volatil, d'odeur douceâtre, qui bout à 144 °C à pression normale. La fonction de pression de vapeur s'obtient selon Antoine conformément à log10(P) = A-(B/(T+C)) (P en bar, T en K) avec A = 5,94977, B = 2199,856 et C = -46.879 dans la plage de température de 22,9 à 143,9 °C. Elle est plus légère que l'eau, et légèrement soluble dedans, la solubilité diminuant avec la température.
| Solubilité entre l'heptan-4-one et l'eau |       |       |       |       |       |       |       |       |       |       |
| Température (°C )                        | 0     | 9,6   | 19,5  | 29,7  | 39,7  | 50,0  | 60,6  | 70,3  | 80,9  | 90,2  |
| Heptan-4-one dans l'eau (% masse)        | 0,707 | 0,537 | 0,457 | 0,448 | 0,347 | 0,379 | 0,320 | 0,302 | 0,319 | 0,316 |
| Eau dans l'heptan-4-one (% masse)        | 0,52  | 0,62  | 0,69  | 0,81  | 0,86  | 0,90  | 1,12  | 1,23  | 1,20  | 1,17  |

L'heptan-4-one est un liquide liquide inflammable, qui forme des mélanges explosifs avec l'air quand il est chauffé au-delà de son point d'éclair (49 °C). Elle réagit dangereusement avec les amines, les oxydants, les acides, les hydroxydes alcalins et les hydrures.

## Synthèse
L'heptan-4-one peut être synthétisée par cétonisation, impliquant la pyrolyse du butyrate de fer(II). Elle peut également être obtenue par réaction de l'acide butanoïque sur du carbonate de calcium précipité vers 450 °C.